# Zurobata aequalis
Zurobata aequalis là một loài bướm đêm trong họ Erebidae.